# The Height of Callousness
The Height of Callousness é o segundo álbum de estúdio da banda Spineshank, lançado em 2000. Ficou na posição 123 no UK Albums Chart em 2000 e na 104 em 2001.

## Faixas
1. "Asthmatic" – 3:30
2. "The Height of Callousness" – 3:02
3. "Synthetic" – 3:09
4. "New Disease" – 3:14
5. "(Can't Be) Fixed" – 3:12
6. "Cyanide 2600" – 3:10
7. "Play God" – 4:02
8. "Malnutrition" – 3:30
9. "Seamless" – 3:44
10. "Negative Space" – 2:39
11. "Transparent" – 3:53

### Faixas Bónus
1. "Perfect Ending" – 3:48
2. "Full Circle" – 3:26
3. "The Height of Callousness" (Force Fed Integrity mix) – 3:20
4. "Asthmatic" (Punctured Lung mix) – 4:29